# Etxebarri
Pour la station de métro, voir Etxebarri (métro de Bilbao).
Etxebarri en basque ou Echévarri en espagnol est une commune de Biscaye dans la communauté autonome du Pays basque en Espagne.
Le nom officiel de la ville est Etxebarri.
Parfois on l'appelle aussi Etxebarri (Uribe), pour la différencier de la localité d'Etxebarria, que l'on appelle aussi généralement Etxebarri.
Son nom signifie maison nouvelle en basque, de Etxe (maison) et Barri (nouvelle).

## Quartiers
La commune est composée de plusieurs quartiers bien distincts :
- Doneztebe (2 353 habitants).
- Legizamon (355 habitants).
- Kukullaga (5 444 habitants).
- Ametzola.
- San Antonio
- Santa Marina.

## Curiosités
Une rue de la localité porte le nom de Fuenlabrada en reconnaissance de l'aide reçue lors des inondations dont a souffert la localité biscayenne en 1983.